# Saldías
Saldías – gmina w Hiszpanii, w Nawarze, o powierzchni 8,95 km². W 2011 roku gmina liczyła 118 mieszkańców.